# Jana Beňová

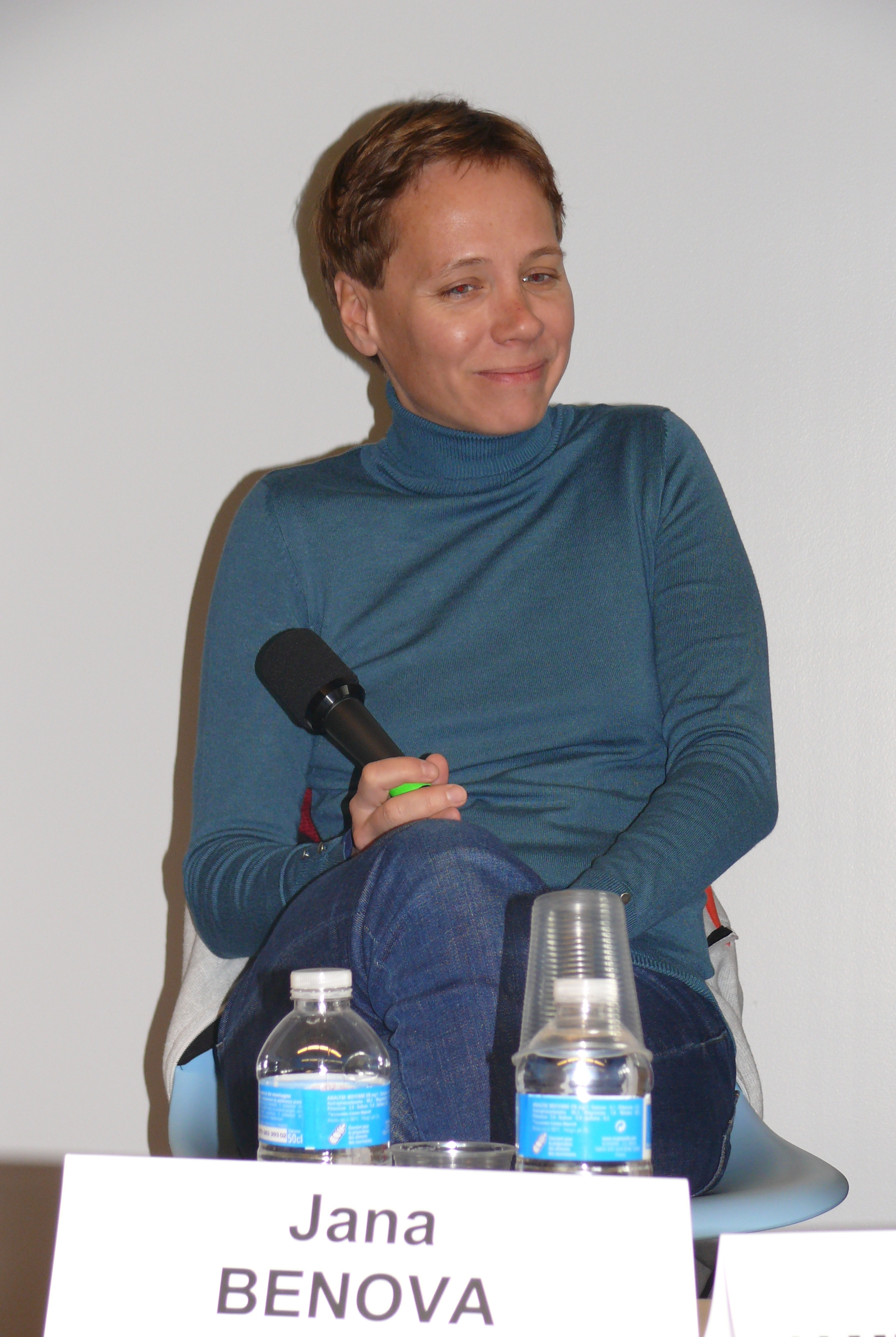
Jana Beňová (2016)

Jana Beňová (* 24. November 1974 in Bratislava) ist eine slowakische Schriftstellerin und Publizistin.

## Leben
Beňová nahm 1992 ein Studium der Dramaturgie an der Hochschule für Musische Künste Bratislava (VŠMU) auf. Als Schriftstellerin debütierte sie 1993 mit dem Lyrikband Svetloplachý. Für die Zeitung SME arbeitete sie von 2002 bis 2009. Seit 2014 schreibt sie für die Zeitung Denník N.

## Werke

### Lyrik
- Svetloplachý, 1993
- Nehota, 1997
- Lonochod, 1997

### Prosa
- Parker. Ľúbostný román, 1999
  - Parker, übersetzt von Andrea Koch-Reynolds, 2008
- Dvanásť poviedok a Ján Med, 2003
- Plán odprevádzania. Café Hyena, 2008; 2. Auflage 2012
  - Café Hyena, übersetzt von Andrea Koch-Reynolds, 2017
- Dnes, 2010
- Preč! Preč!, 2012
  - Abhauen!, übersetzt von Andrea Koch-Reynolds, 2015
- Honeymoon, 2015
- Flanérova košeľa, 2020

## Auszeichnungen
- 2012: Literaturpreis der Europäischen Union für Plán odprevádzania. Café Hyena